# اریک فریگرا
اریک فریگرا (انگلیسی: Erick Ferigra؛ زادهٔ ۷ فوریهٔ ۱۹۹۹) بازیکن فوتبال اهل اکوادور است.
از باشگاه‌هایی که در آن بازی کرده‌است می‌توان به باشگاه فوتبال آسکولی، باشگاه فوتبال فیورنتینا، و باشگاه فوتبال تورینو اشاره کرد.
وی همچنین در تیم ملی فوتبال اکوادور بازی کرده‌است.